# Dolichopterus
Dolichopterus es un género de euriptéridos de la familia Dolichopteridae. Se han descubierto fósiles de Dolichopterus en yacimientos que van del Silúrico al Devónico, y se han referido a varias especies diferentes, algunas de ellas de dudosa afinidad con este género.

## Distribución
Vivían en los mares de plataforma o epicontinentales de la región en la que confluían Avalonia, Báltica y Laurentia durante la orogenia caledoniana; sus fósiles se han encontrado en la actual Norteamérica y en la región del Báltico. 

## Descripción

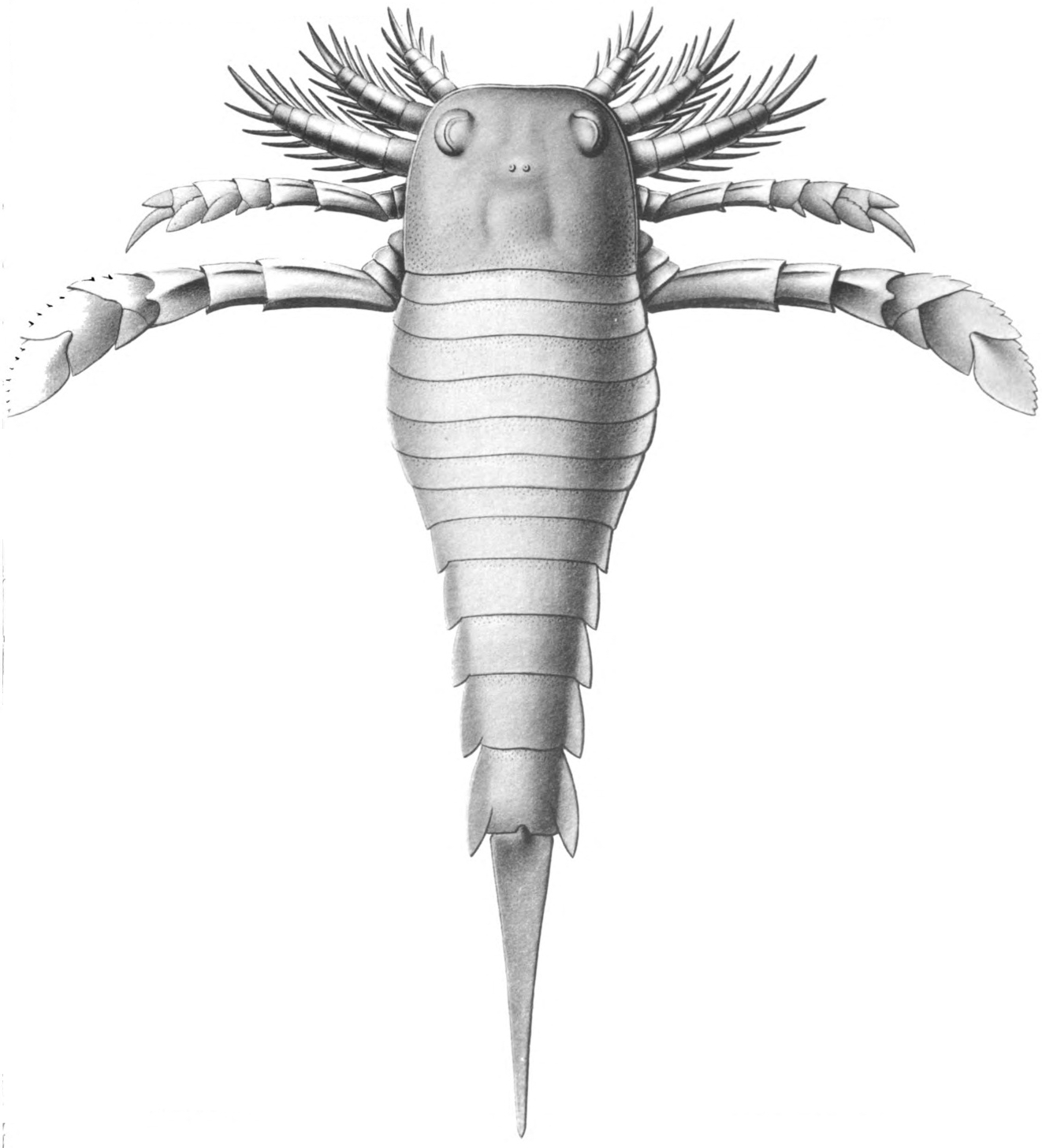
Reconstrucción de D. macrocheirus

Los dolicoptéridos tenían una longitud de unos 25 a 30 centímetros y presentaban superficies externas lisas con pústulas y escamas semilunares. Sus ojos compuestos eran arqueados y estaban situados en la parte anterior del prosoma (cabeza). Sus abdómenes tenían epímeros (proyecciones laterales). El telson (la división más posterior del cuerpo) era lanceolado. Los quelíceros son pequeños, y los tres primeros pares de patas locomotoras son robustos, con potentes espinas. El último par de patas tenía lóbulos suplementarios, mientras que las patas de natación tenían la última articulación ampliada, como parte de la paleta. El apéndice genital masculino era largo.
Dolichopterus se distingue por su superficie exterior casi lisa; su prosoma (cabeza) subcuadrado, y los márgenes ligeramente dentados en las articulaciones distales y los lóbulos de las patas natatorias.